# Michael Frontzeck
Michael Frontzeck (ur. 26 marca 1964 w Mönchengladbach) – niemiecki piłkarz występujący na pozycji obrońcy lub pomocnika. Trener piłkarski.

## Kariera klubowa
Frontzeck treningi rozpoczął w wieku 7 lat w klubie SpVg Odenkirchen. W 1979 roku trafił do juniorskiej ekipy Borussii Mönchengladbach. W 1982 roku został włączony do jej pierwszej drużyny, występującej w Bundeslidze. W tych rozgrywkach zadebiutował 13 sierpnia 1983 roku w zremisowanym 1:1 meczu z Fortuną Düsseldorf. 24 sierpnia 1983 roku w wygranym 3:1 spotkaniu z Werderem Brema strzelił pierwszego gola w trakcie gry w Bundeslidze. W 1984 roku dotarł z klubem do finału Pucharu RFN, w którym Borussia uległa po rzutach karnych Bayernowi Monachium. W Borussii Frontzeck grał do końca sezonu 1988/1989.
Latem 1989 roku odszedł do innego pierwszoligowego zespołu, VfB Stuttgart. Pierwszy ligowy mecz zaliczył tam 29 lipca 1989 roku przeciwko Karlsruher SC (2:0). W 1992 roku zdobył z klubem mistrzostwo Niemiec. W Stuttgarcie spędził pięć lat. W tym czasie rozegrał tam 163 spotkania i zdobył 13 bramek.
W 1994 roku Frontzeck przeniósł się do VfL Bochum, również grającego w Bundeslidze. W 1995 roku spadł z nim do 2. Bundesligi. Wówczas powrócił do Borussii Mönchengladbach (Bundesliga). W styczniu 1996 roku podpisał kontrakt z angielskim Manchesterem City. W Premier League zadebiutował 31 stycznia 1996 roku w zremisowanym 1:1 meczu z Queens Park Rangers. W tym samym roku spadł z zespołem do First Division.
Pod koniec 1996 roku Frontzeck wrócił do Niemiec, gdzie został graczem pierwszoligowego Freiburga. W 1997 roku spadł z nim do 2. Bundesligi, ale po roku powrócił do Bundesligi. W styczniu 1999 roku przeszedł do Borussii Mönchengladbach, gdzie w 2000 roku zakończył karierę.

## Kariera reprezentacyjna
W reprezentacji RFN Frontzeck zadebiutował 12 września 1984 roku w przegranym 1:3 towarzyskim meczu z Argentyną. W 1992 roku został powołany do kadry na Mistrzostwa Europy. Zagrał na nich w pojedynku z Holandią (1:3), a reprezentacja Niemiec zakończyła turniej na 2. miejscu. W latach 1984–1992 w drużynie narodowej Frontzeck rozegrał 19 spotkań.

## Kariera trenerska
Po zakończeniu kariery piłkarskiej Frontzeck został trenerem. Jego pierwszym klubem była Alemannia Aachen z Bundesligi, którą trenował od września 2006 roku. W Bundeslidze jako trener zadebiutował 16 września 2006 roku w wygranym 4:2 meczu z Borussią Mönchengladbach. W 2007 roku spadł z Alemannią do 2. Bundesligi. Wówczas przestał być szkoleniowcem Alemannii.
W styczniu 2008 roku podpisał kontrakt z Arminią Bielefeld z Bundesligi. Pracował tam 1,5 roku, do końca sezonu 2008/2009, w którym spadł z zespołem do 2. Bundesligi.
Od początku sezonu 2009/2010 do 13 lutego 2011 Frontzeck był trenerem Borussii Mönchengladbach.
W październiku 2013 został trenerem FC St. Pauli.